# Distretto di Beng
Il distretto di Beng è uno dei sette distretti (mueang) della provincia di Oudomxay, nel Laos. Ha come capoluogo la città di Beng.